# باول جي. كريبز
باول جي. كريبز هو سياسي أمريكي، ولد في 26 مايو 1912 في نيويورك في الولايات المتحدة، وتوفي في 17 سبتمبر 1996 في هالانديل بيتش في الولايات المتحدة. نشط حزبياً في الحزب الديمقراطي. وقد انتخب عضو مجلس النواب الأمريكي ‏.